# Parti de l'Ormée
L’Ormée est un mouvement populaire qui se dote d’un projet municipal et politique dans la dernière période de la Fronde à Bordeaux, de 1651 à 1653.
Il s'appelle ainsi car ses partisans se réunissent dans un lieu planté d'ormes. Il s'allie un temps au prince de Condé, lorsque celui-ci, réfugié dans son gouvernement de Guyenne en 1651, s'allie à l'Espagne. Profitant de la confusion qui règne dans la ville, l'Ormée s'empare de l'Hôtel de Ville le 23 juin 1653.
Les principaux chefs en sont l'avocat Pierre de Vilars, et un ancien boucher, Christophe Dureteste.

## Contexte politique
Dès 1630, Bordeaux est, après Paris, la « seconde capitale » des foyers de révoltes, à une époque de restauration de l’autorité monarchique qui coïncide avec des troubles économiques et sociaux.
L’entrée de la France dans la guerre de Trente Ans (19 mai 1635) s’accompagne d’une levée d’impôts dont une taxe sur les vins qui pèse lourdement sur les marchands et provoque les premiers soulèvements. À cela s’ajoute la misère causée par les disettes et les épidémies. La rébellion est latente et le climat se détériore jusqu’au début de la Fronde.
D’autre part, la monarchie contrôle de plus en plus l’administration de la cité, les courtiers de commerce, anciennement nommés par les jurats, deviennent des officiers royaux (1635) et l’intendant s’impose en matière de justice et de finances au détriment du parlement de Bordeaux et des trésoriers de France.
Les mécontentements ont pour cible commune un « bouc émissaire » le duc d’Épernon, gouverneur de Guyenne et Mazarin. Alors que le gouvernement est assuré par la régence du futur roi Louis XIV, une nouvelle hausse du prix du blé est le point de départ de la Fronde parlementaire (1648-1649), à Paris et Bordeaux, suivie de la Fronde des princes (1650).
C’est à cette époque qu’apparait l’assemblée de l’Ormée, reconnue par le prince de Condé, gouverneur de Guyenne, qui s’adresse en juin 1651 à « Messieurs les bourgeois de l’Assemblée de l’Ormée de Bordeaux », puis par son frère, le prince de Conti resté à Bordeaux.

## Origine du nom de l'Ormée
Le nom de l’Ormée ou l’Ormière ou l'Ormaye vient des ormeaux plantés sur une plateforme qui s’étend entre la Porte Sainte-Eulalie de Bordeaux et le fort du Hâ, le long des remparts, lieu de promenade où se réunit cette assemblée.

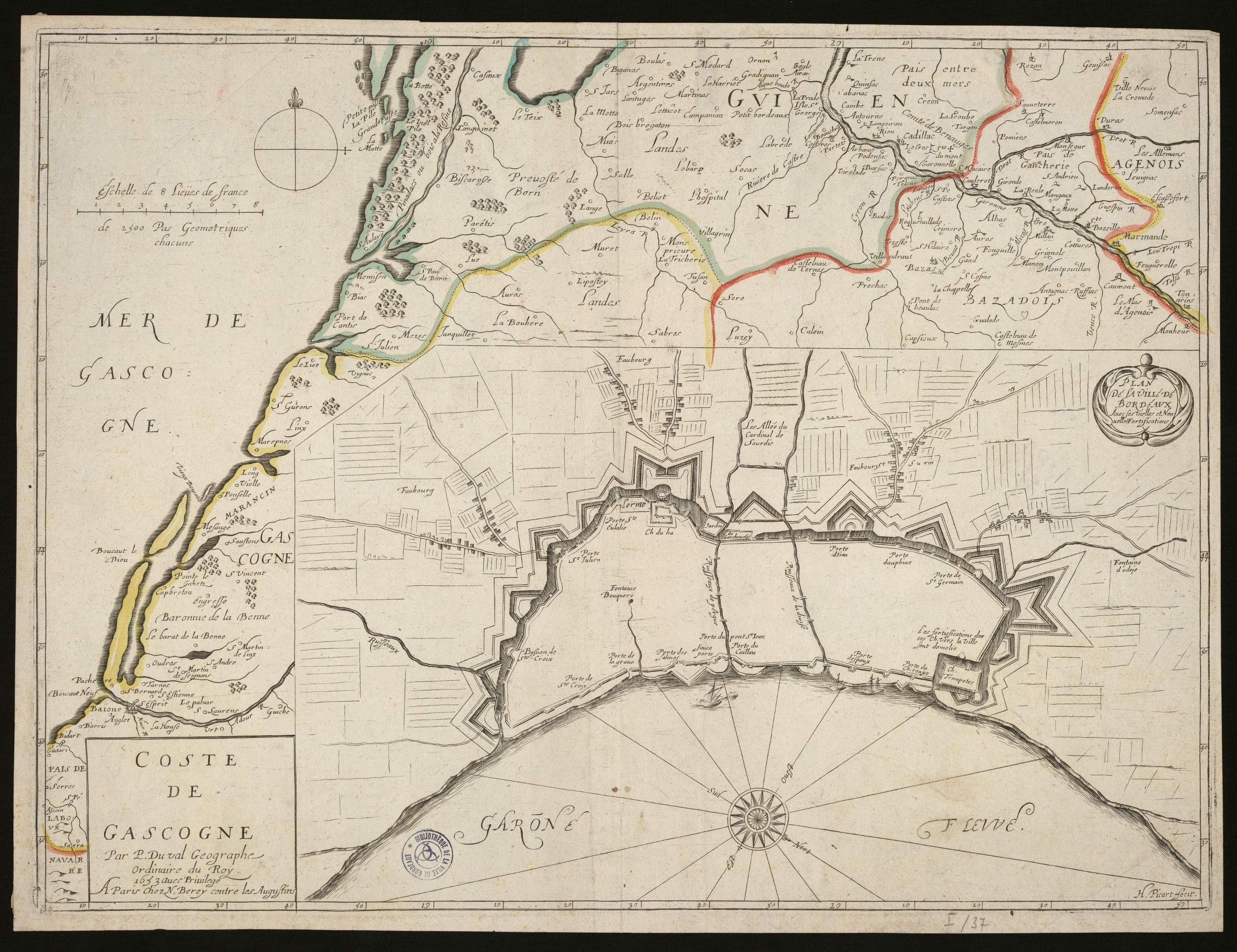
Plan de Bordeaux en 1653, par le Père Du Val. Le plan mentionne L'Ormée, figurée entre le Fort du Hâ et la Porte Sainte-Eulalie.

## Déroulement des événements

### Constitution de l'union de l'Ormée
La création de l’union de l’Ormée s’entoure de symbolisme avec l’allégorie de « l’histoire véritable d’une colombe qui a paru miraculeusement en un lieu appelé l’Ormée de Bordeaux », récit écrit par Geoffroy Gay, prêtre et aumônier de l’Ormée. Les ormistes s’organisent en confrérie, se dotant d’un symbole, une ramille d’orme à leur chapeau, d’une couleur, le bleu, et d’un drapeau rouge. Leur devise est « vox populi vox dei ». Ils publient deux journaux, le Courrier bordelais et le Courrier de Guyenne'.
Les ormistes sont issus de la petite et moyenne bourgeoisie des métiers et des offices. Ils se répartissent comme suit : écuyers (6,4 %) ; officiers inférieurs (notaires, procureurs, huissiers) et avocats (29 %) ; clercs et professions libérales (8,2 %) ; marchands (36 %) ; artisans (19,3 %). 60 % appartiennent à une récente petite bourgeoisie et 40 % ne le sont pas.
Selon l’étude de Westrich (1972), les effectifs de l’union de l’Ormée sont évalués à 4 000 membres et 12 000 sympathisants, soit le quart de la population de Bordeaux à cette époque. Les chefs sont Pierre de Villars, avocat remuant et rusé selon Boscheron des Portes et Duretête, un ancien boucher.
Les ormistes veulent participer à la vie de la cité, que la jurade soit élue par le plus grand nombre de citoyens et avoir un droit de regard sur la gestion des finances. Ils veulent redéfinir le rôle du parlement qui est de rendre simplement la justice sans volonté de puissance comme l’affirme l’ormiste Lartigue. Ils dénoncent les malversations du parlement dans le manifeste Apologie pour l’Ormée, demandent l’abolition de la vénalité des offices et des jugements moins coûteux et plus expéditifs.
Les articles de l’union de l’Ormée en la ville de Bordeaux prévoient la participation des habitants, la défense des libertés urbaines, la fraternité et la charité entre les membres du groupe. La fidélité au roi et au gouverneur de la province y est affirmée
L’Ormée se structure autour d'une assemblée de 500 membres, la Chambre de l’Ormée ; une Chambre des Trente, plus restreinte, pour le pouvoir exécutif ; un tribunal politique et un conseil militaire. La Chambre des Douze est chargée des affaires privées et de la défense des ormistes.

### L’Ormée au pouvoir
Depuis mars 1652, l’Ormée a le soutien du prince de Condé et de son frère Conti qui l’incitent à reprendre les manifestations. Condé, ayant signé une alliance avec l’Espagne, fait installer une garnison de deux mille Espagnols à Bourg et à Lormont.
Le début des affrontements entre l’Ormée et le parlement correspond au départ de Condé pour Paris en avril 1652. Le 10 mai, face à l’interdiction des attroupements dictée par le parlement, l’Ormée répond en défendant d’empêcher les assemblées.
Le 15 mai, le parlement prend un arrêt ordonnant aux jurats de disperser l’assemblée des ormistes (ou orméistes) par la force. Ces derniers ripostent en envahissant le palais de l’Ombrière  pour exiger l’annulation de cet arrêt. Constatant la fuite des magistrats, les ormistes défilent tous les jours dans la ville, entraînant avec eux plusieurs jurats jaloux du parlement.
Le 24 juin, les émeutiers de Saint-Michel se regroupent pour attaquer les bourgeois des quartiers de Saint-Rémi et de la Rousselle et une bataille s’engage rue du Pas-Saint-Georges. Le drapeau rouge, symbole de l’alliance avec les Espagnols, flotte sur la flèche Saint-Michel.
Le 25 juin, faisant suite à une nouvelle proscription concernant 14 conseillers dont le président Pichon, trois mille ormistes pillent et brûlent les hôtels des présidents Pichon et Pontac. Ils s’emparent de l’hôtel de ville, de la Bourse, du Conseil de Guerre, de la Chambre de Direction des affaires financières et de la Jurade. L’Ormée a la maîtrise de la cité au prix d’une cinquantaine de tués.
Dès le 27 juin, la chambre des Trente vote le bannissement de 14 grands bourgeois et 28 capitaines de la milice. Le parlement est réduit à 15 membres sans pouvoir. Les jurats sont chassés et l’Ormée en désigne 3 nouveaux dont le marchand de Vrignon.
Les quatre principaux chefs, Dureteste, Villars, Croisillac et de Vrignon reçoivent une pension du prince de Condé.
Les premières décisions sont très populaires, telles la surveillance du prix du pain, l’interdiction de l’exportation du blé, la diminution des loyers et l’indemnisation des familles des victimes des révoltes.
Mais, dès le mois d’août 1652, l’Ormée est de plus en plus divisée, une fraction modérée s’opposant à une fraction extrémiste qui cherche à intimider par des menaces de mort.
À l’automne 1652, l’équilibre des forces politiques est bouleversé : à Paris, Condé est vaincu par les troupes royales et, le 20 octobre, Louis XIV revient dans la capitale et proclame l’amnistie générale. A la fin de 1652, ces changements sont à l’origine de multiples complots auxquels l’Ormée répond par une forme de terreur. Les victimes que sont les magistrats, les agents du fisc et les riches marchands subissent expulsions, contributions forcées et séquestre des biens.
Quant au parlement de Bordeaux, il est transféré à Agen depuis le 8 octobre 1652.
Pour rassurer les Bordelais, Condé offre à la ville de Bordeaux d’être la marraine de son fils. Lors du baptême (18 février 1653), les ormistes refusent les représentants des avocats, juges et consuls réunis à l’hôtel de ville, déclarant « nous sommes le seul pouvoir dans la ville, nous contrôlons toute chose comme en République ». Les deux jurats dont le chevalier de Thodias lancent des pièces d’argent aux badauds et offrent un festin de 800 couverts aux nobles et bourgeois.
En mars 1653, deux complots tentent de compromettre l’Ormée : le premier mené par le père Ithier, supérieur des Cordeliers à Bordeaux, essaie d’acheter les ormistes, sans succès ; le second, mené par Bernard de Nogaret de La Valette, duc de Candale, fils du gouverneur d’Épernon, vise à ouvrir les portes de Bordeaux mais c'est également un échec. Fin mai 1653, une délégation de l’Ormée arrive en Angleterre pour demander des secours mais n’obtient qu’un projet d’accord commercial.
L’Ormée n’a plus de soutien, ni du côté de la flotte espagnole car les troupes royales ont repris Bourg, ni du côté des princes qui ont signé la fin de la Fronde (paix de Pézenas le 20 juillet 1653). De plus, beaucoup de Bordelais désirent la paix.
La paix est signée le 30 juillet 1653 à Lormont ainsi que l’amnistie générale excepté pour Dureteste, Villars et trois députés réfugiés en Angleterre. Dureteste est condamné à mort, roué vif et décapité ; sa tête est exposée au bout d’un pieu sur la plate-forme de l’Ormée. Villars fuit à l’étranger puis est amnistié.
Mazarin envoie une armée en Guyenne qui entre dans Bordeaux le 3 août 1653. Cette prise de Bordeaux marque la fin de la Fronde.

### Suites et conséquences
À la suite de cette fronde, la ville perd une partie de ses remparts, les cloches de Sainte-Eulalie et de Saint-Michel sont déposées et elle subit l’occupation de dix régiments d’infanterie et huit de cavalerie.
De plus, la surveillance de la ville est considérablement renforcée, face à la rivière et à l’estuaire par les nouveaux aménagements du château Trompette et à l’ouest, à l’extrémité de la plate-forme de l’Ormée, par des travaux d’amélioration du fort du Hâ.
Louis XIV nomme Pierre de Conty d’Argencour, ingénieur militaire, à la reconstruction du château Trompette détruit par les Bordelais pendant la Fronde parlementaire (22 octobre 1649). Tout le quartier entre le Chapeau-Rouge et le château Trompette est rasé, notamment le monument gallo-romain des piliers de Tutelle. Selon les plans de 1653-1655, le château est doté de tours semi-circulaires, de courtines, entouré de fossés et complété par des casernes, mais sans agrandissement, comme il a été conclu avec les jurats.
Louis XIV fait réparer le fort du Hâ que les ormistes avaient envahi en 1652, le dote de canons et de nouvelles constructions pour y loger une garnison.

## Interprétation de l'Ormée par les historiographes
Les historiens ont proposé différentes interprétations de l'Ormée, dans le droit fil de la Fronde. Au XIXe siècle, les historiens y voient surtout l'incapacité du peuple en matière d'organisation politique.
Au XXe siècle, trois lectures de l'Ormée sont faites par les historiens. Pour Boris Porchnev, c'est une sorte de « commune de Paris » avant l'heure, soulignant les arguments antimonarchiques que l'on trouve également dans la Fronde. Pour Ernst Kossmann (en), l'Ormée est un soubresaut très municipal, dont les desseins sont peu visibles et surtout locaux. Pour les historiens anglais, l'Ormée emprunte beaucoup à la révolution anglaise et notamment à l'idéologie niveleuse.
Alexander Westrich propose une analyse novatrice en 1972. Il étudie l'origine sociale des membres de l'Ormée, montrant l'importance du groupe des commerçants. Or, en ce début du XVIIe siècle, la mobilité sociale est ralentie et l'accès au pouvoir municipal bordelais est fermé. Pour Westrich, l'Ormée serait « un mouvement d'artisans, de boutiquiers, de bas officiers et de petits marchands cherchant une protection face à la justice patricienne, les incertitudes du capitalisme mercantile et le poids toujours plus lourd du fisc royal. Ses résolutions consistaient dans le retour au particularisme des premiers temps : contrôle de la corporation dans le domaine économique et social, souveraineté municipale au niveau de la politique nationale (p.59) ».

## Galerie

Ensemble de jetons émis par l'Ormée
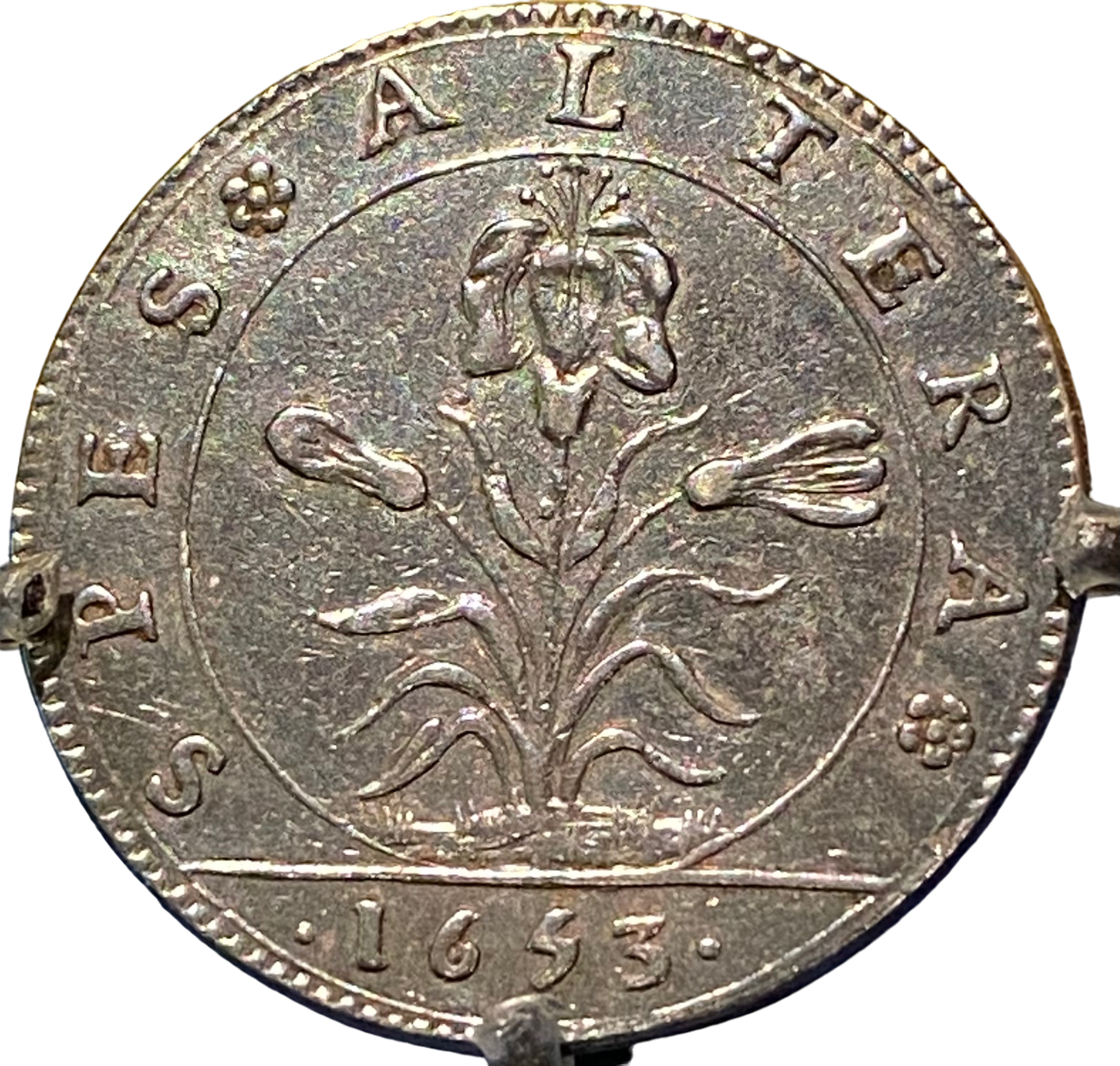
Jeton en argent de l'Ormée, représentant une fleur de lys, daté de 1653, avec une inscription en latin spes altera (un nouvel espoir).
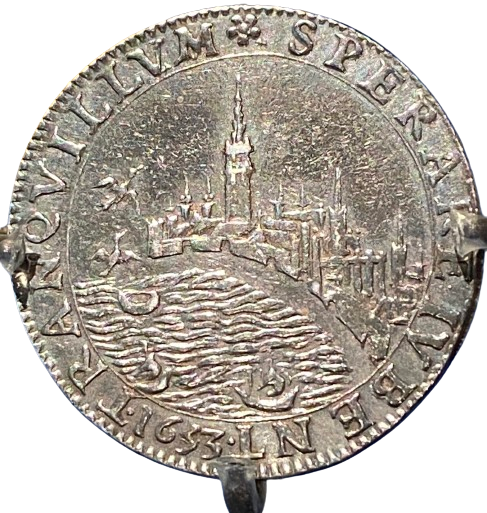
Jeton en argent de l'Ormée, daté de 1653, représentant deux colombes volant vers la flèche Saint-Michel et, au premier plan, la Garonne avec trois voiliers ; écrit à l'avers tranquillum sperare jubent (ils invitent à espérer la tranquillité).
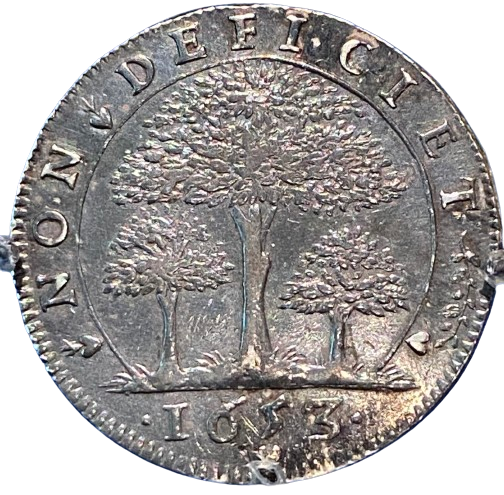
Jeton en argent de l'Ormée représentant trois ormes, daté de 1653, avec l'inscription en latin non deficiet (elle n’abandonnera pas).
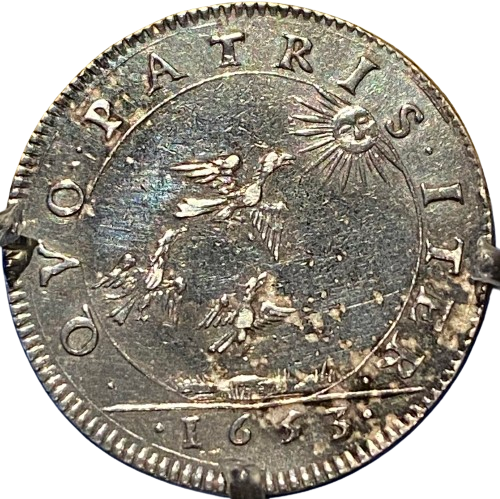
Jeton en argent de l'Ormée représentant un soleil et trois colombes, daté de 1653, avec écrit à l'avers quo patris iter (par la route du père).